# 福島三郎
福島 三郎（ふくしま さぶろう、1969年1月13日 - ）は、日本の脚本家、演出家である。妻は宮地雅子。

## 人物
1995年まで東京サンシャインボーイズに所属、演出補をつとめる。東京サンシャインボーイズ解散後に、自己の脚本・演出による演劇ユニット泪目銀座（なみだめぎんざ）を旗揚げ、これまでに全12作品を上演。。
2000年より脚本・演出家として株式会社ケイファクトリーに所属した後、現在はフリーに。
2012年より、新たな脚本演出ユニットとして、丸福ボンバーズを旗揚げし劇団の主宰を務め、2015年に株式会社ボンバーズ・バスを設立。

## 舞台
- 1994年12月 東京モダンガールズのオムニバスライブ公演 脚本
- 1995年11月 企画はじめ（現在の泪目銀座）「OMOTENASHI」（出演：おかやまはじめ、福本伸一、他）脚本・演出
- 1997年6月 泪目銀座公演「THE 荒木さん家 SHOW！」（出演：八嶋智人、谷川清美、菊池均也、他）脚本・演出
- 1997年7月 SHA・LA・LA公演「LONG HOT SUMMER」（出演：入江雅人、出川哲朗、他）演出
- 1998年1月 泪目銀座公演「春まるだし」（出演：有馬自由、高田聖子、植本潤、桂憲一、他）脚本・演出
- 1998年5月 泪目銀座公演「SOULFUL SOUL」（出演：林泰文、柴山智加、朝倉伸二、小原雅人）脚本・演出
- 1998年9月 泪目銀座公演「バカの王様〜the King of BAKA〜」（出演：左時枝、石丸謙二郎、西牟田恵、他）脚本・演出
- 1999年3月 泪目銀座公演「サニー・コースト・セレナーデ〜美鼻島小学校ビッグバンドの復活〜」（出演：星野真里、他）脚本・演出
- 2000年3月 泪目銀座公演「夢から覚めても〜今世紀最大のうたた寝〜」（出演：石田ひかり、他）脚本・演出
- 2000年10月 プラチナペーパーズ公演「ラフカット・恋愛の達人の恋」脚本
- 2000年12月 泪目銀座公演「OVER THE CENTURY〜百年の彼方に〜」（出演：村田雄浩、三宅弘城、他）脚本・演出
- 2001年2月 花組芝居公演「かぶき座の怪人」脚本
- 2001年8月 パルコ劇場「二人の噺〜The two men’s story」（出演：中井貴一、段田安則）脚本・演出
- 2001年9月 泪目銀座公演「LOVER SOUL」（出演：渡辺いっけい、相島一之、小林正寛、佐藤誓、他）脚本・演出
- 2002年5月 パルコ劇場「おやすみの前に〜LOVE STORY OF THE WITCH〜」（演出：宮田慶子、出演：宮本信子、佐々木蔵之介、他）脚本
- 2002年9月 泪目銀座公演「これはあけぼの」（出演：川平慈英、とよた真帆、野仲功、甲本雅裕、他）脚本・演出
- 2002年11月 博品館劇場「ある豊かな生活」（出演：さとう珠緒、犬塚弘、内田滋啓、他）脚本・演出
- 2003年6月 東京グローブ座「ボーイング・ボーイング」（出演：赤坂晃、佐藤アツヒロ、須藤理彩、西尾まり、他）演出
- 2003年9月 泪目銀座公演「3つの事情」（出演：山崎一、櫻井淳子、山下容莉枝、他）脚本・演出
- 2004年12月 劇団青年座創立50周年記念公演「空」（演出：宮田慶子、出演：高畑淳子、他）脚本
- 2006年4月 フジテレビ主催公演「びっくり箱〜姉妹編〜」（原作：向田邦子、脚本：中島淳彦、出演：沢口靖子、余貴美子、他）演出
- 2006年8月 ル テアトル銀座「しあわせのつぼ」（出演：宮本信子、布施明、木野花、他）脚本・演出
- 2006年10月 パルコ劇場「ゴルフ・ザ・ミュージカル」（脚本：マイケル・ロバーツ、出演：川平慈英、池田成志、他）日本語版台本・演出
- 2007年8月 TEAM NACS SOLO PROJECT「GHOOOOOST!!」（脚本：佐藤重幸、出演：佐藤重幸、音尾琢真、他）演出
- 2008年2月 パルコ劇場「二人の約束」（出演：中井貴一、段田安則、りょう）脚本・演出
- 2008年6月 ル テアトル銀座「王様とおばさん」（出演：宮本信子、布施明、羽野晶紀、他）脚本・演出
- 2008年8月 アトリエ・ダンカン公演「ウェディング・ママ」（原作：オリヴィア・ゴールドスミス、演出：宮田慶子、出演：木の実ナナ、井上順、他）脚本
- 2009年1月 HIGH LIFE公演「アケミ」（出演：小林正寛、猪野学、鈴木浩介、綱島郷太郎、蟹江一平）脚本・演出
- 2009年3月 泪目銀座公演「中村トーイズ」（出演：村田雄浩、おかやまはじめ、森若香織、他）脚本・演出
- 2009年8月 サカスザカス公演「どうぞよろしくおねがいします」演出
- 2009年10月 TEAM NACS SOLO PROJECT「ライトフライト」（脚本：戸次重幸、出演：川原亜矢子、加藤貴子、他）演出
- 2010年2月 グローブ座「ULTRA PURE！」（出演：三宅健、陽月華、磯山さやか、鷲尾真知子、他）脚本・演出
- 2012年1月 サカスザカス公演「hondana」演出
- 2012年7月 丸福ボンバーズ旗揚げ公演「A Piece of Cake！」脚本・演出
- 2012年12月 丸福ボンバーズ公演「うたかふぇ」脚本・演出
- 2013年1月 丸福ボンバーズ、「うたかふぇ」仙台公演
- 2013年2月 フランエイジカンパニー公演「OMOTENASHI‘13」（出演・徳永邦治、他）脚本・演出
- 2013年9月 松竹座「40カラット」（出演：大地真央、薮宏太、植草克秀、松村雄基、高林由紀子）上演台本・演出
- 2013年11月 丸福ボンバーズ公演「フナバシTOYS」脚本・演出
- 2014年7月 丸福ボンバーズ公演「no SURPRISE no LIFE！」脚本・演出
- 2015年5月 丸福ボンバーズ公演「NICE EIJI!～父まるだし～」脚本・演出
- 2015年7月 サンシャイン劇場「うたかふぇ」（出演:河本準一、なだぎ武、陽月華、牧野由依、菊池美香、他）脚本・演出
- 2015年10月 丸福ボンバーズ公演「バカの王様〜the KING of BAKA〜」脚本・演出
- 2016年2月 Zeppブルーシアター六本木「SHOW BY ROCK!! MUSICAL〜唱え家畜共ッ!深紅色の堕天革命黙示録ッ!!〜」脚本・演出
- 2016年3月 ケイファクトリープロデュース俳優教室第三回公演「SOULFUL SOUL」脚本・演出
- 2016年5月 丸福ボンバーズ公演「玉夢温泉 星影楼にまつわる噺 ～その壱～」脚本・演出
- 2016年10月 シアタークリエ「一人二役〜殺したいほどジュテーム〜」（出演：大地真央、森公美子、益岡徹、山崎一、他）上演台本・演出
- 2017年2月 丸福ボンバーズ公演「SOULFUL SOUL」脚本・演出
- 2017年3月 舞台公演Vol.5.1トライストーン・アクティングラボプラスplus「創る奴ら」脚本・演出
- 2017年7月 舞台「他重人格 WHO AM I ？」（出演：山崎彬、大久保聡美、貴瀬雄二、村井まどか、小林瑞紀、野崎数馬、多田直人）演出
- 2017年9月 丸福ボンバーズ公演「 STAGE～舞台、位置、足をつける場所～」脚本・演出
- 2018年2月 丸福ボンバーズ公演「バカの王様〜the KING of BAKA〜」脚本・演出
- 2018年2月 ADKアーツコレクションvol.1「冬の四重奏～4名の演出家によるオムニバス朗読劇～」『雪と麦わら帽子』（出演：甲本雅裕、綱島郷太郎、大久保聡美、大野瑞樹）脚本・演出
- 2018年9月 丸福ボンバーズ公演「さいごのなみだ～星影楼にまつわる噺 その弐～」脚本・演出
- 2018年11月 横浜夢座第14回公演 「赤い靴の少女 母かよの物語」（出演：五大路子、大沢健、児玉泰次、野仲イサオ、菊池均也、高橋和久、今橋由紀、由愛典子、伊藤はるか、藤原穂風）脚色・演出
- 2018年12月 WINTARTS 1st STAGE 2018「The Phantom Carol ～聖夜の怪人～」（出演：伊勢大貴、岩佐祐樹、大滝樹、片山萌美、木下晴貴、高岡保成、塙さより、藤白レイミ、和合真一）脚本・演出
- 2019年1月 丸福ボンバーズ・ブースト「結婚のススメ ～NO SURPRISE,NO LIFE～」（出演：森山栄治、山崎彬、森下ひさえ、大村まなる、大久保聡美、山中雄輔、東李苑、戸澤亮、他）脚本・演出
- 2019年3月 みやぎミーツシアター～アーティストと出会う、創る～「サヨナラ」脚本・演出
- 2019年4月 プレオム劇「脚光を浴びない女」（出演：矢野陽子、大西多摩恵、田岡美也子、福島マリコ、小林美江、梶原茉莉、保谷果菜子、伊藤亜沙美、槌谷絵図芽、古田耕子）演出
- 2019年6月 舞台「LOOSER～失い続けてしまうアルバム～」（出演：崎山つばさ、鈴木裕樹、磯貝龍乎、木ノ本嶺浩、株元英彰）演出・脚色
- 2019年7月 丸福ボンバーズ公演「SEVENTH HEAVEN ⇔ CLOUD NINE」脚本・演出
- 2019年11月 丸福ボンバーズ水俣公演「STAGE ～舞台、位置、足をつける場所～」脚本・演出
- 2020年1月 丸福ボンバーズ公演 再演「 STAGE～舞台、位置、足をつける場所～」脚本・演出
- 2020年9月 噺と話 by プリエール「銀色のライセンス」（出演：竹内都子、中西良太、倉野章子、吉田芽吹、古今亭菊志ん）脚本・演出
- 2021年4月 朗読劇「STAGE」（出演：神尾晋一郎、山村 響、竹内栄治、鈴木みのり、鈴木絵理、植木慎英）脚本・演出
- 2021年8月 丸福ボンバーズ リーディングTHEATER vol.1「雪と麦わら帽子2021」脚本・演出
- 2021年10月  プレオム劇プロデュース第４回公演「脚光を浴びない女」(出演：矢野陽子、大西多摩恵、宮地雅子、福島マリコ、小林美江、梶原茉莉、保谷果菜子、伊藤亜沙美、槌谷絵図芽、馬場奈津美)演出
- 2021年10月 舞台「SOULFUL SOUL」（出演：伊藤健太郎、工藤遥、溝呂木賢、竹井洋介、森山栄治）脚本・演出
- 2022年1月 噺と話 by プリエール「銀色のライセンス」（出演：竹内都子、中西良太、倉野章子、 高畑こと美 、古今亭菊志ん）脚本・演出
- 2022年4月 丸福ボンバーズ リーディングTHEATER vol.2「空 2022 〜THE TESTAMENT」脚本・演出
- 2022年12月 丸福ボンバーズ第16回本公演ストレートプレイミュージカル第2弾「こんな夜の唄 〜The song @ usual night〜」脚本・演出
- 2023年12月 丸福ボンバーズ 第17回本公演「OVER THE CENTURY 〜百年の彼方に〜」脚本・演出
- 2024年4月　プテラノドンvol.2「ノゾミのない」演出
- 2024年5月　再々演　噺と話 by プリエール「銀色のライセンス」（出演：竹内都子、中西良太、倉野章子、 高畑こと美 、古今亭菊志ん）脚本・演出
- 2024年11月　丸福ボンバーズ第18回本公演「Goodbye my work! 〜退職の流儀〜」脚本・演出
- 2025年1月　東京サンシャインボーイズ復活記念イベント「メイキングドキュメンタリー上映会」全体構成
- 2025年２月　パルコ・プロデュース2025 東京サンシャインボーイズ 復活公演「蒙古が襲来」演出補

## テレビ
- 1995年4月 フジテレビ／「JOHN COMIC SHOW」脚本
- 1995年6月 東海テレビ／「レトロテレビ・フレッシュ75」構成
- 1996年9月 フジテレビ／TOKYO23区の女「江東区の女」（出演：中嶋朋子、他）脚本
- 1996年10月 フジテレビ／TOKYO23区の女「国立市の女」脚本
- 1998年3月 フジテレビ／STAFF ONLY「馬主席の男」脚本
- 1998年7月〜12月 CS／フジテレビ721「JOHO JAWS」脚本
- 1998年8月 日本テレビ／Shin-D「恋は桃色」（出演：河相我聞、大路恵、坂下千里子、他）脚本
- 1998年10月 関西テレビ／「幸せワイン」脚本
- 1999年6月 毎日放送／ドラマ30 ああ嫁姑「おかしな二人」（出演：左時枝、羽野亜紀、村田雄浩、他）脚本
- 1999年7月〜9月 フジテレビ／「小市民ケーン」（出演：木梨憲武、榎本加奈子、他）脚本
- 2000年5 フジテレビ／「ショムニ2」第8・11話（出演：江角マキコ、京野ことみ、他）脚本
- 2000年10月 フジテレビ／「世にも奇妙な物語・よう、鈴木！」（出演：陣内孝則、他）脚本
- 2001年12月 フジテレビ／「バカ③兄弟」（出演：阿部寛、沢村一樹、伊藤英明、戸田菜穂、他）脚本・演出
- 2002年9月 フジテレビ／「ショムニFINAL」第10話（出演：江角マキコ、京野ことみ、他）脚本
- 2003年7月 NHK芸術劇場／「蕎麦屋の噺」（出演：岡田義徳、渡辺哲、木野花、他）脚本
- 2004年10月〜12月 CS／衛星劇場「世界で一番短い喜劇」（出演：渡辺いっけい、他）脚本・監督
- 2005年4月 ABC／男と女と物語「秘密のお遊び」（出演：宮本信子、吹越満）脚本
- 2005年6月 ABC／男と女と物語Part III「ぷろぽーず」（出演：左とん平、永作博美）脚本

## 映画
- 2009年1月 映画版「泣きたいときのクスリ」（出演：大東俊介、戸田菜穂、袴田吉彦、佐津川愛美、遠藤憲一、他）監督
- 2024年2月　映画「おしゃべりな写真館」（出演：中原丈雄、山木雪羽那、賀来千香子、橋爪功、他）原案

## その他
- 1996年2月 「立川志の輔の胸の痛み」落語台本
- 2000年4月 NHK／FMシアター「スタジアムにて」（出演：阿部サダヲ、小野武彦、梶原善、他）脚本
- 2001年10月〜2008年3月 TOKYO FM／「ENEOS on the way comedy〜道草〜」（出演：西村雅彦、他）演出
- 2019年9月 全国コミュニティFM／河口恭吾ブートチャンネル ブートシアター#1「ねぎま」演出
- 2019年10月 全国コミュニティFM／河口恭吾ブートチャンネル ブートシアター#2「おつり」演出
- 2019年11月 全国コミュニティFM／河口恭吾ブートチャンネル ブートシアター#3「ツッパリ・カンニング・ロックンロール」演出
- 2020年5月　FMとやま／西村まさ彦のドラマチックな課外授業「1997」脚本[3]
- 2023年1月　ボンバーズ・バスPresentsネオ・リーディングシアターvol.1「ツイン・ルームス」構成台本・演出
- 2023年9月　ボンバーズ・バスPresentsネオ・リーディングシアターvol.2「星降る夜の遊園地」構成台本・演出
- 2024年10月　ボンバーズ・バスPresentsネオ・リーディングシアターvol.3「ツイン・ルームスⅡ」構成台本・演出
- 2025年4月　ボンバーズ・バスPresentsネオ・リーディングシアターvol.4「トラフィックジャム！」構成台本・演出